# Anthenea edmondi
Anthenea edmondi är en sjöstjärneart som beskrevs av A.M. Clark 1970. Anthenea edmondi ingår i släktet Anthenea och familjen Oreasteridae. Inga underarter finns listade i Catalogue of Life.